# Luxembourg Open
Luxembourg Open, oficiálně BGL BNP Paribas Luxembourg Open, je profesionální tenisový turnaj žen každoročně hraný v lucemburském městě Kockelscheuer v těsné blízkosti hlavního města Lucemburku. V rámci okruhu WTA Tour se od sezóny 2021 řadí do kategorie WTA 250, která nahradila WTA International. Koná se v říjnovém termínu, jakožto jeden z posledních turnajů sezóny. Probíhá v halovém komplexu Kockelscheuer Sport Centre na krytých dvorcích s tvrdým povrchem.

## Charakteristika
Turnaj vznikl jako exhibiční událost v roce 1991 a prvních pět ročníků se hrála pouze dvouhra exhibičního charakteru.
Do sezóny 2009 nesl název Fortis Championships Luxembourg. První ročník proběhl v roce 1991 a další čtyři roky se konal jako exhibiční turnaj, který vyhrály Jana Novotná, Martina Navrátilová a Sabine Appelmansová. Od sezóny 1996 je součástí profesionálního okruhu WTA Tour. V letech 1996–2004 patřil do třetí kategorie, od roku 2005 povýšil do druhé a konečně pro rok 2008 byl opět přeřazen do třetí výkonnostní úrovně.
Do dvouhry nastupuje třicet dva hráček a čtyřhry se účastní šestnáct párů. Nejvíce vítězství ve dvouhře drží bývalá belgická světová jednička Kim Clijstersová, když triumfovala v pěti ročnících 1999, 2001, 2002, 2003 a 2005. Jiná hráčka nevyhrála více než dvakrát. V sezóně 2012 turnaj vyhrála Američanka Venus Williamsová a ve třiceti dvou letech se daný rok stala nejstarší šampiónkou singlové události na okruhu.

## Vývoj názvu turnaje
- 1996–2004: SEAT Open
- 2005–2008: FORTIS Championships
- 2009–2010: BGL Open
- od 2011: BGL BNP Paribas Luxembourg Open

## Přehled finále

### Dvouhra
| Rok  | vítězka                           | finalistka                        | výsledek                          |
| ---- | --------------------------------- | --------------------------------- | --------------------------------- |
| 2021 | Clara Tausonová                   | Jeļena Ostapenková                | 6–3, 4–6, 6–4                     |
| 2020 | zrušeno kvůli pandemii koronaviru | zrušeno kvůli pandemii koronaviru | zrušeno kvůli pandemii koronaviru |
| 2019 | Jeļena Ostapenková                | Julia Görgesová                   | 6–4, 6–1                          |
| 2018 | Julia Görgesová                   | Belinda Bencicová                 | 6–4, 7–5                          |
| 2017 | Carina Witthöftová                | Mónica Puigová                    | 6–3, 7–5                          |
| 2016 | Monica Niculescuová               | Petra Kvitová                     | 6–4, 6–0                          |
| 2015 | Misaki Doiová                     | Mona Barthelová                   | 6–4, 6–7(7–9), 6–0                |
| 2014 | Annika Becková                    | Barbora Záhlavová-Strýcová        | 6–2, 6–1                          |
| 2013 | Caroline Wozniacká                | Annika Becková                    | 6–2, 6–2                          |
| 2012 | Venus Williamsová                 | Monica Niculescuová               | 6–2, 6–3                          |
| 2011 | Viktoria Azarenková               | Monica Niculescuová               | 6–2, 6–2                          |
| 2010 | Roberta Vinciová                  | Julia Görgesová                   | 6–3, 6–4                          |
| 2009 | Timea Bacsinszká                  | Sabine Lisická                    | 6–2, 7–5                          |
| 2008 | Jelena Dementěvová                | Caroline Wozniacká                | 2–6, 6–4, 7–6(7–4)                |
| 2007 | Ana Ivanovićová                   | Daniela Hantuchová                | 3–6, 6–4, 6–4                     |
| 2006 | Aljona Bondarenková               | Francesca Schiavoneová            | 6–3, 6–2                          |
| 2005 | Kim Clijstersová                  | Anna-Lena Grönefeldová            | 6–2, 6–4                          |
| 2004 | Alicia Moliková                   | Dinara Safinová                   | 6–3, 6–4                          |
| 2003 | Kim Clijstersová                  | Chanda Rubinová                   | 6–2, 7–5                          |
| 2002 | Kim Clijstersová                  | Magdalena Malejevová              | 6–1, 6–2                          |
| 2001 | Kim Clijstersová                  | Lisa Raymondová                   | 6–2, 6–2                          |
| 2000 | Jennifer Capriatiová              | Magdalena Malejevová              | 4–6, 6–1, 6–4                     |
| 1999 | Kim Clijstersová                  | Dominique Monamiová               | 6–2, 6–2                          |
| 1998 | Mary Pierceová                    | Silvia Farinaová Eliová           | 6–0, 2–0skreč                     |
| 1997 | Amanda Coetzerová                 | Barbara Paulusová                 | 6–4, 3–6, 7–5                     |
| 1996 | Anke Huberová                     | Karina Habšudová                  | 6–3, 6–0                          |
| 1995 | Sabine Appelmansová               | Mary Pierceová                    | výsledky neznámé                  |
| 1994 | Martina Navrátilová               | Arantxa Sánchezová                | výsledky neznámé                  |
| 1993 | Martina Navrátilová               | Mary Joe Fernandezová             | výsledky neznámé                  |
| 1992 | Jana Novotná                      | Leila Meschiová                   | výsledky neznámé                  |
| 1991 | Jana Novotná                      | Judith Wiesnerová                 | výsledky neznámé                  |

### Čtyřhra
| Rok  | vítězka                                   | finalistka                                           | výsledek                          |
| ---- | ----------------------------------------- | ---------------------------------------------------- | --------------------------------- |
| 2021 | Greet Minnenová Alison Van Uytvancková    | Erin Routliffeová Kimberley Zimmermannová            | 6–3, 6–3                          |
| 2020 | zrušeno kvůli pandemii koronaviru         | zrušeno kvůli pandemii koronaviru                    | zrušeno kvůli pandemii koronaviru |
| 2019 | Coco Gauffová Caty McNallyová             | Kaitlyn Christianová Alexa Guarachiová               | 6–2, 6–2                          |
| 2018 | Greet Minnenová Alison Van Uytvancková    | Věra Lapková Mandy Minellaová                        | 7–6(7–3), 6–2                     |
| 2017 | Lesley Kerkhoveová Lidzija Marozavová     | Eugenie Bouchardová Kirsten Flipkensová              | 6–7(4–7), 6–4, [10–6]             |
| 2016 | Kiki Bertensová Johanna Larssonová        | Monica Niculescuová Patricia Maria Țigová            | 4–6, 7–5, [11–9]                  |
| 2015 | Mona Barthelová Laura Siegemundová        | Anabel Medina Garriguesová Arantxa Parra Santonjaová | 6–2, 7–6(7–2)                     |
| 2014 | Timea Bacsinszká Kristina Barroisová      | Lucie Hradecká Barbora Krejčíková                    | 3–6, 6–4, [10–4]                  |
| 2013 | Stephanie Vogtová Yanina Wickmayerová     | Kristina Barroisová Laura Thorpeová                  | 7–6(7–2), 6–4                     |
| 2012 | Andrea Hlaváčková Lucie Hradecká          | Irina-Camelia Beguová Monica Niculescuová            | 6–3, 6–4                          |
| 2011 | Iveta Benešová Barbora Záhlavová-Strýcová | Lucie Hradecká Jekatěrina Makarovová                 | 7–5, 6–3                          |
| 2010 | Timea Bacsinszká Tathiana Garbinová       | Iveta Benešová Barbora Záhlavová-Strýcová            | 6–4, 6–4                          |
| 2009 | Iveta Benešová Barbora Záhlavová-Strýcová | Vladimíra Uhlířová Renata Voráčová                   | 1–6, 6–0, [10–7]                  |
| 2008 | Sorana Cîrsteaová Marina Erakovicová      | Věra Duševinová Maria Korytcevová                    | 2–6, 6–3, [10–8]                  |
| 2007 | Iveta Benešová Janette Husárová           | Viktoria Azarenková Šachar Pe'erová                  | 6–4, 6–2                          |
| 2006 | Francesca Schiavoneová Květa Peschkeová   | Anna-Lena Grönefeldová Liezel Huberová               | 2–6, 6–4, 6–1                     |
| 2005 | Lisa Raymondová Samantha Stosurová        | Rennae Stubbsová Cara Blacková                       | 7–5, 6–1                          |
| 2004 | Virginia Ruano Pascualová Paola Suárezová | Marlene Weingärtnerová Jill Craybasová               | 6–1, 6–7(3–7), 6–3                |
| 2003 | Maria Šarapovová Tamarine Tanasugarnová   | Marlene Weingärtnerová Jelena Tatarkovová            | 6–1, 6–4                          |
| 2002 | Kim Clijstersová Janette Husárová         | Barbara Rittnerová Květa Peschkeová                  | 4–6, 6–3, 7–5                     |
| 2001 | Jelena Bovinová Daniela Hantuchová        | Patty Schnyderová Bianka Lamadeová                   | 6–3, 6–3                          |
| 2000 | Nathalie Tauziatová Alexandra Fusaiová    | Lubomira Bačevová Cristina Torrensová Valerová       | 6–3, 7–6(7–0)                     |
| 1999 | Caroline Visová Irina Spîrleaová          | Katarina Srebotniková Tina Križanová                 | 6–1, 6–2                          |
| 1998 | Ai Sugijamová Jelena Lichovcevová         | Jelena Tatarkovová Larisa Neilandová                 | 6–7(3–7), 6–3, 2–0skreč           |
| 1997 | Larisa Neilandová Helena Suková           | Meike Babelová Laurence Courtois                     | 6–2, 6–4                          |
| 1996 | Kristie Boogertová Nathalie Tauziatová    | Barbara Rittnerová Dominique Monamiová               | 2–6, 6–4, 6–2                     |

## Galerie

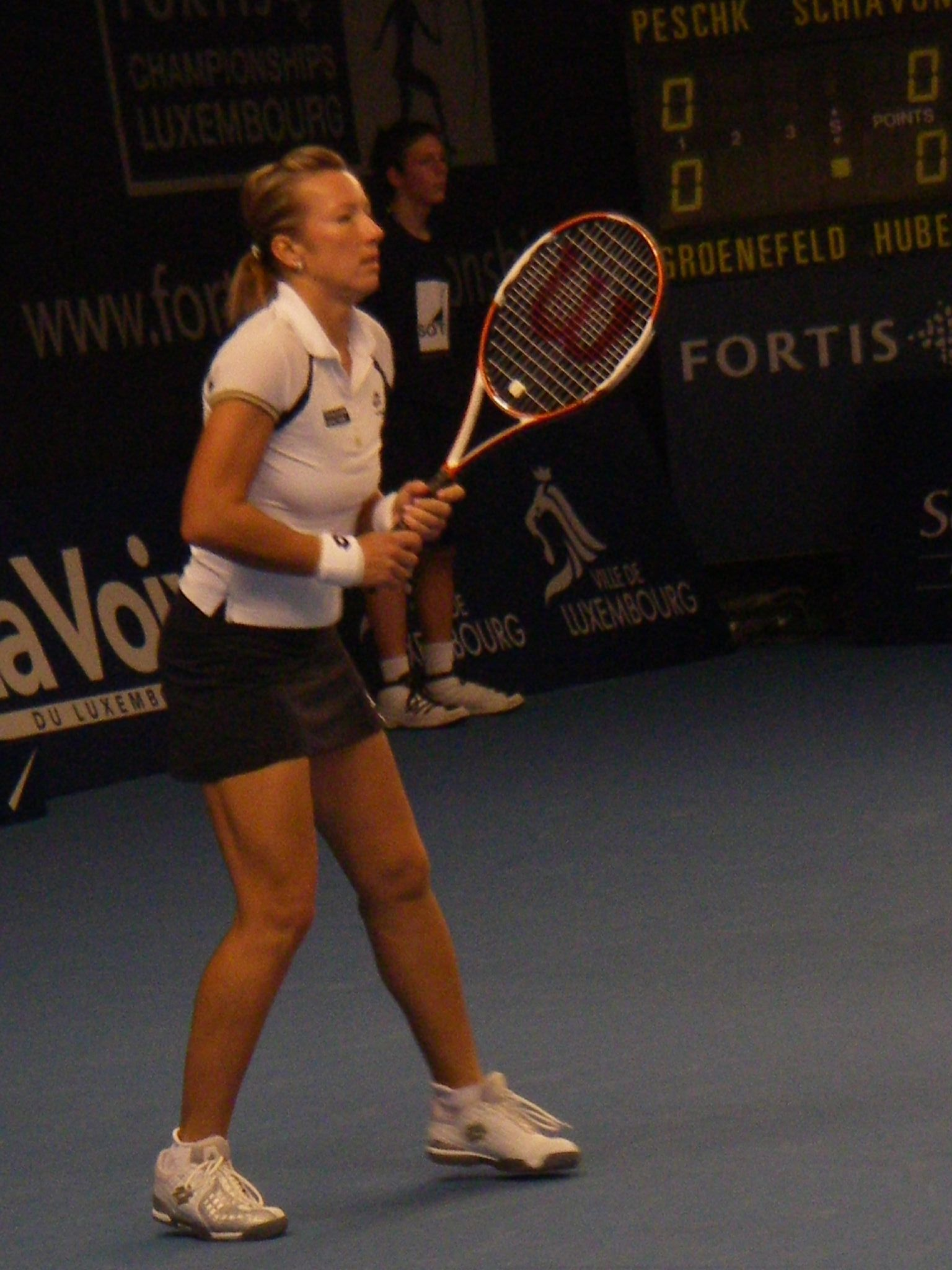
Květa Peschkeová, 2006
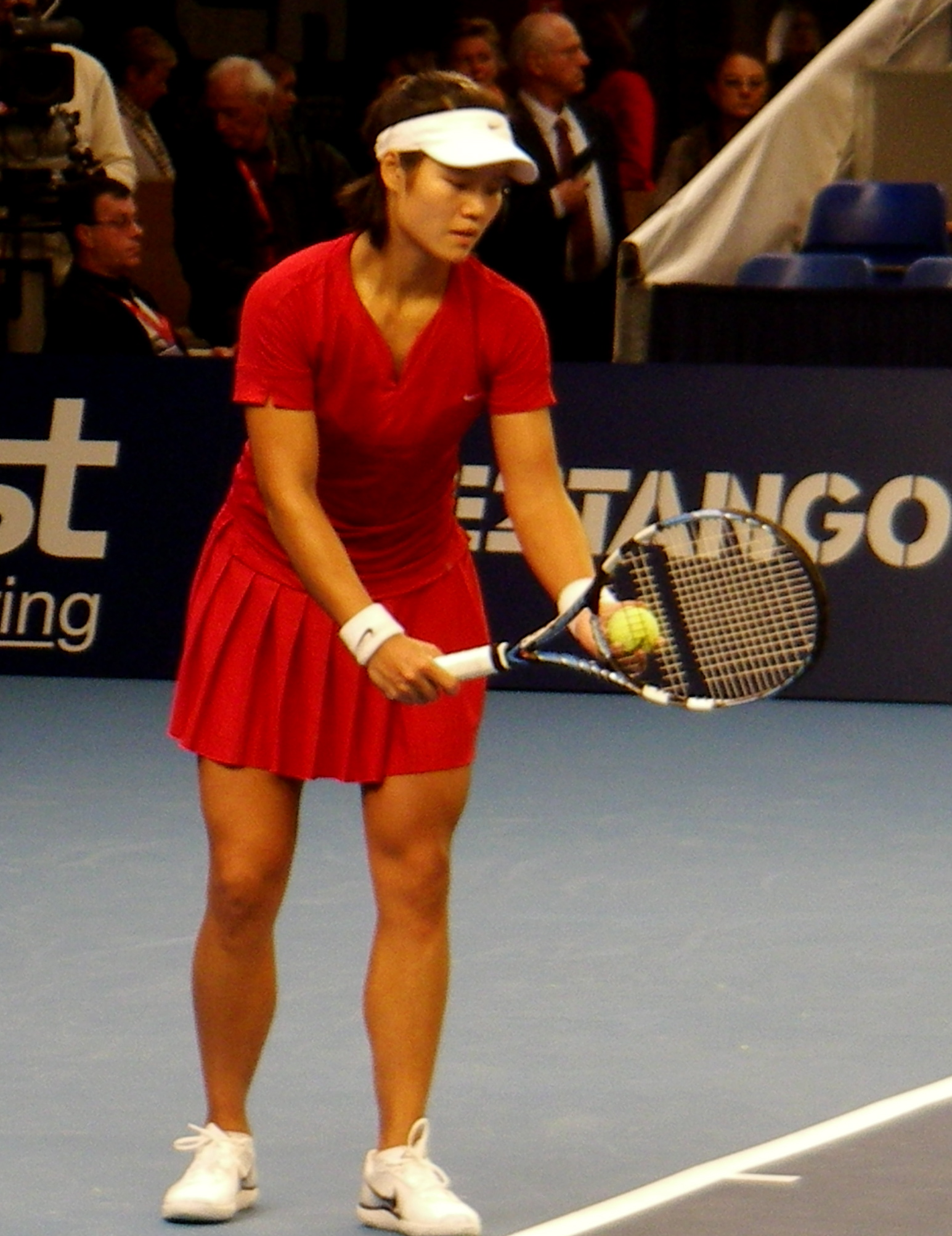
Li Na, 2008
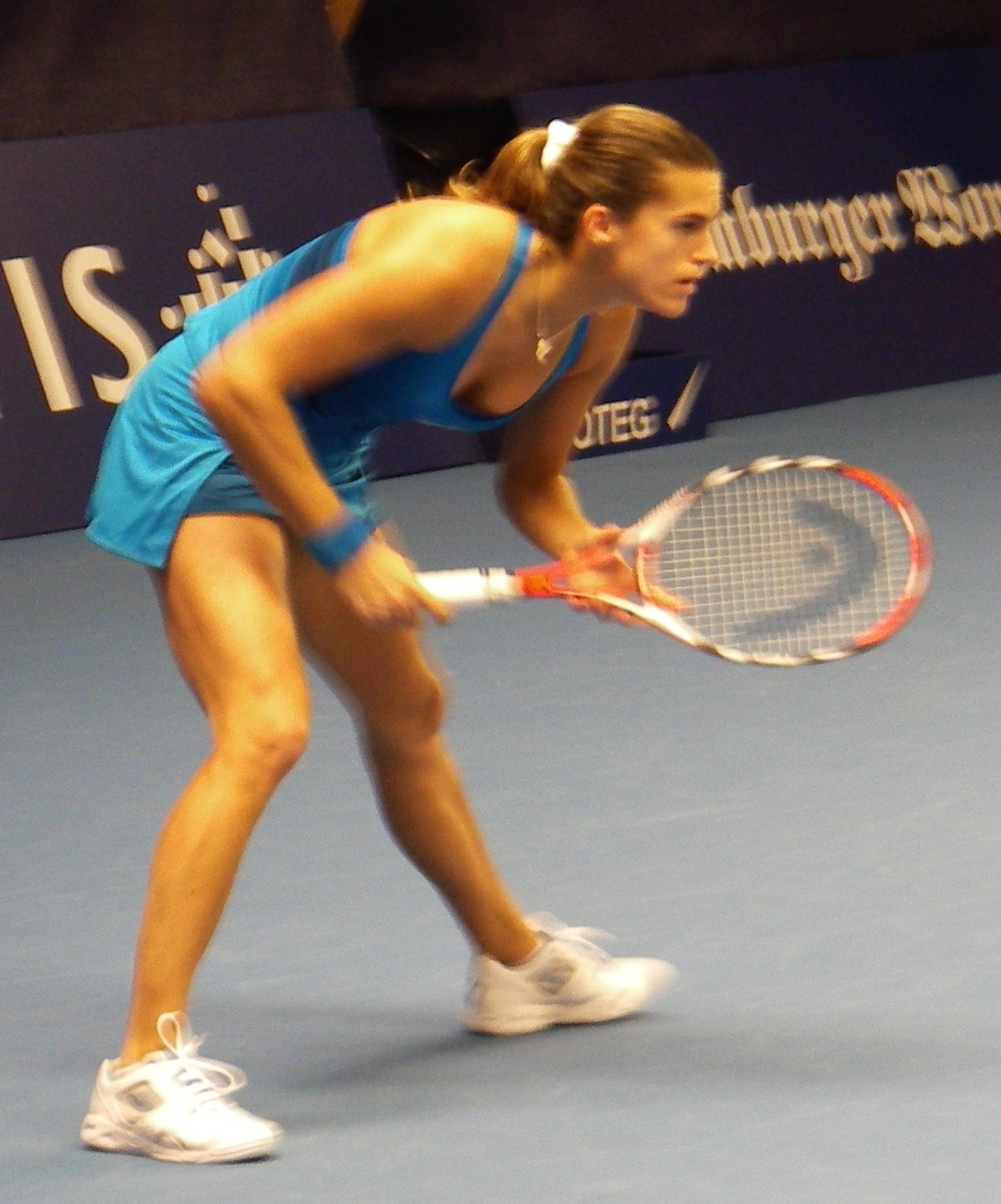
Amélie Mauresmová, 2008
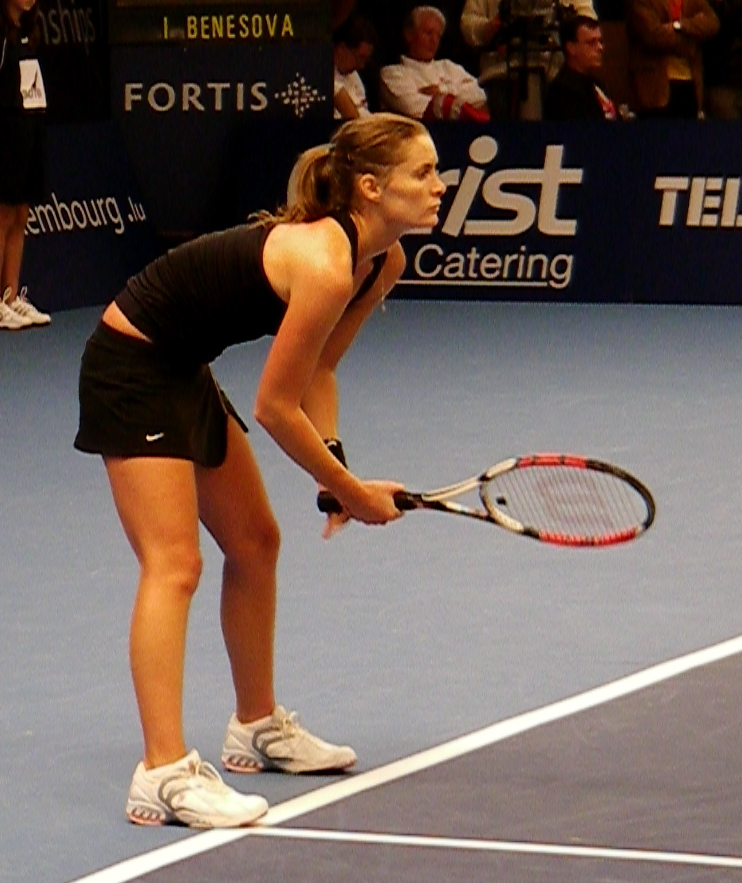
Iveta Benešová, 2008
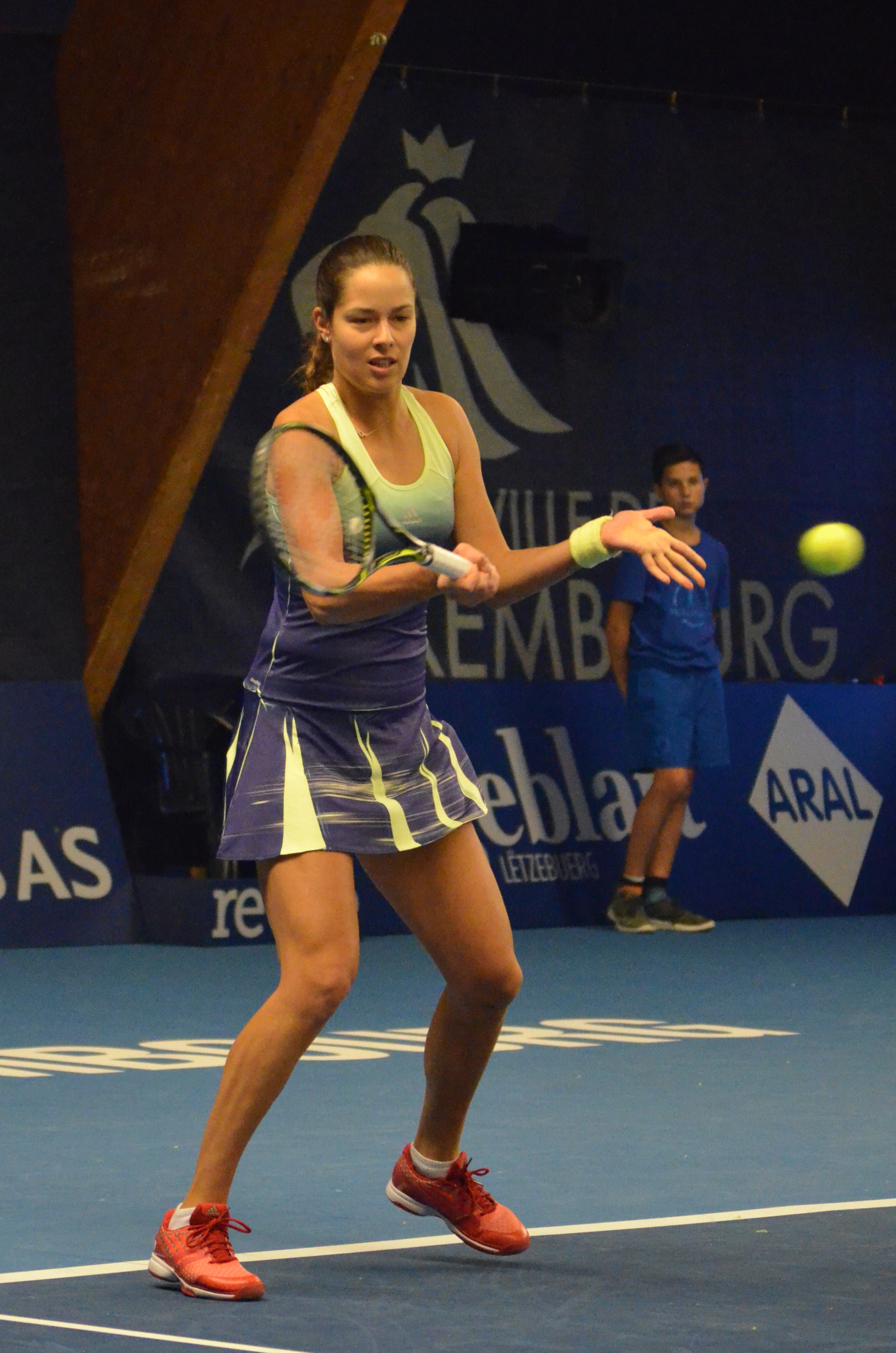
Ana Ivanovićová, 2015
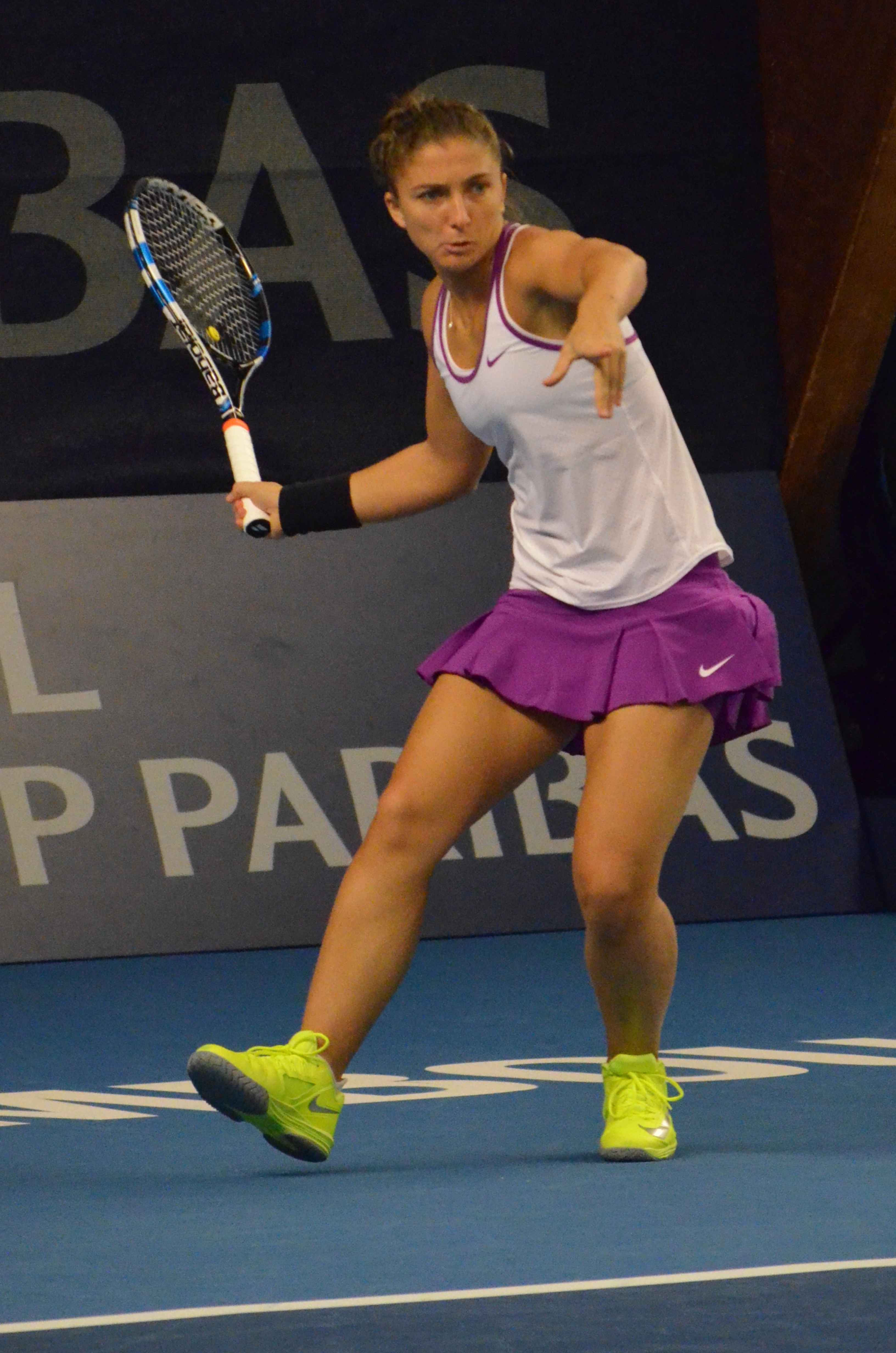
Sara Erraniová, 2015
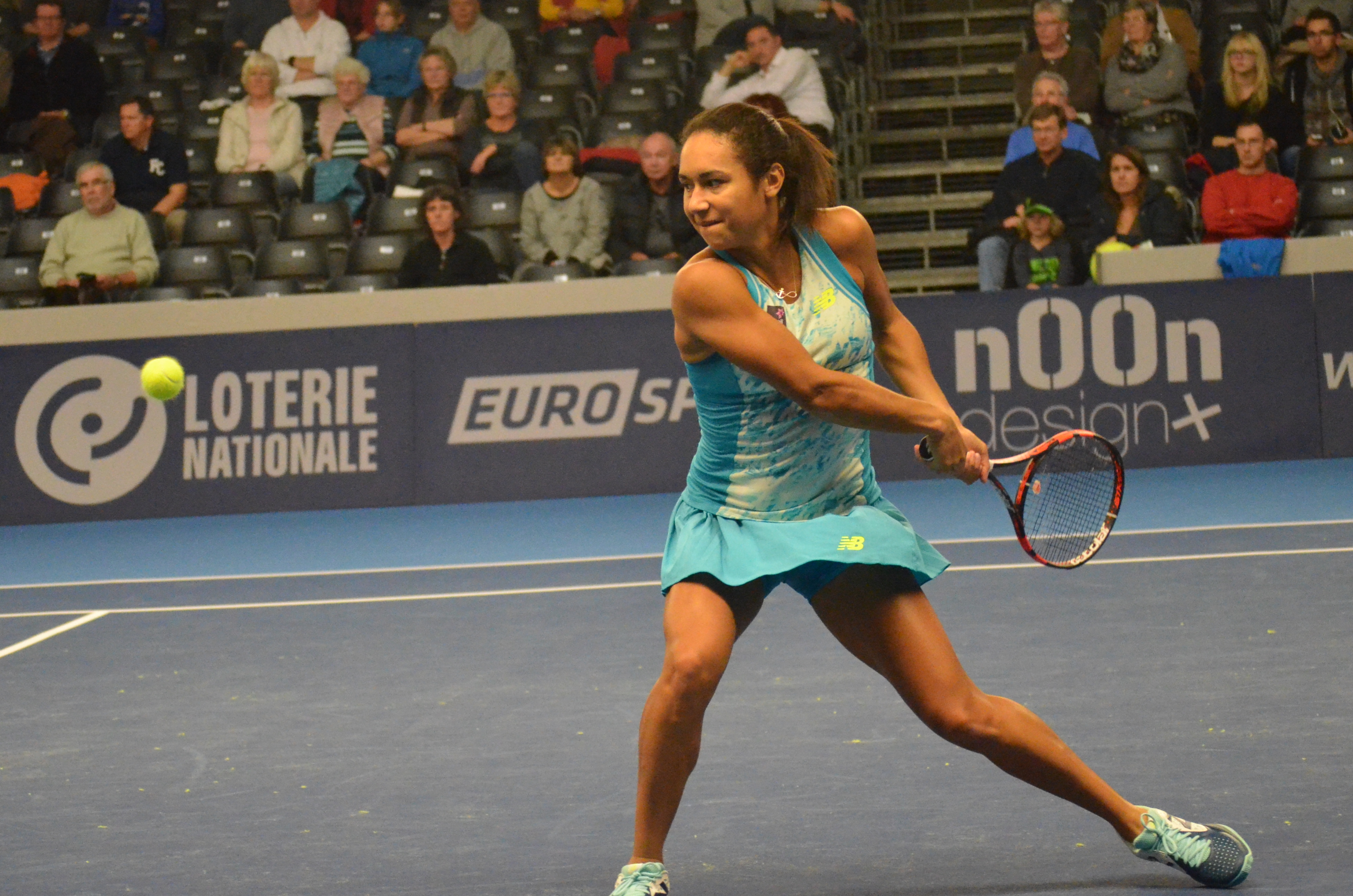
Heather Watsonová, 2015
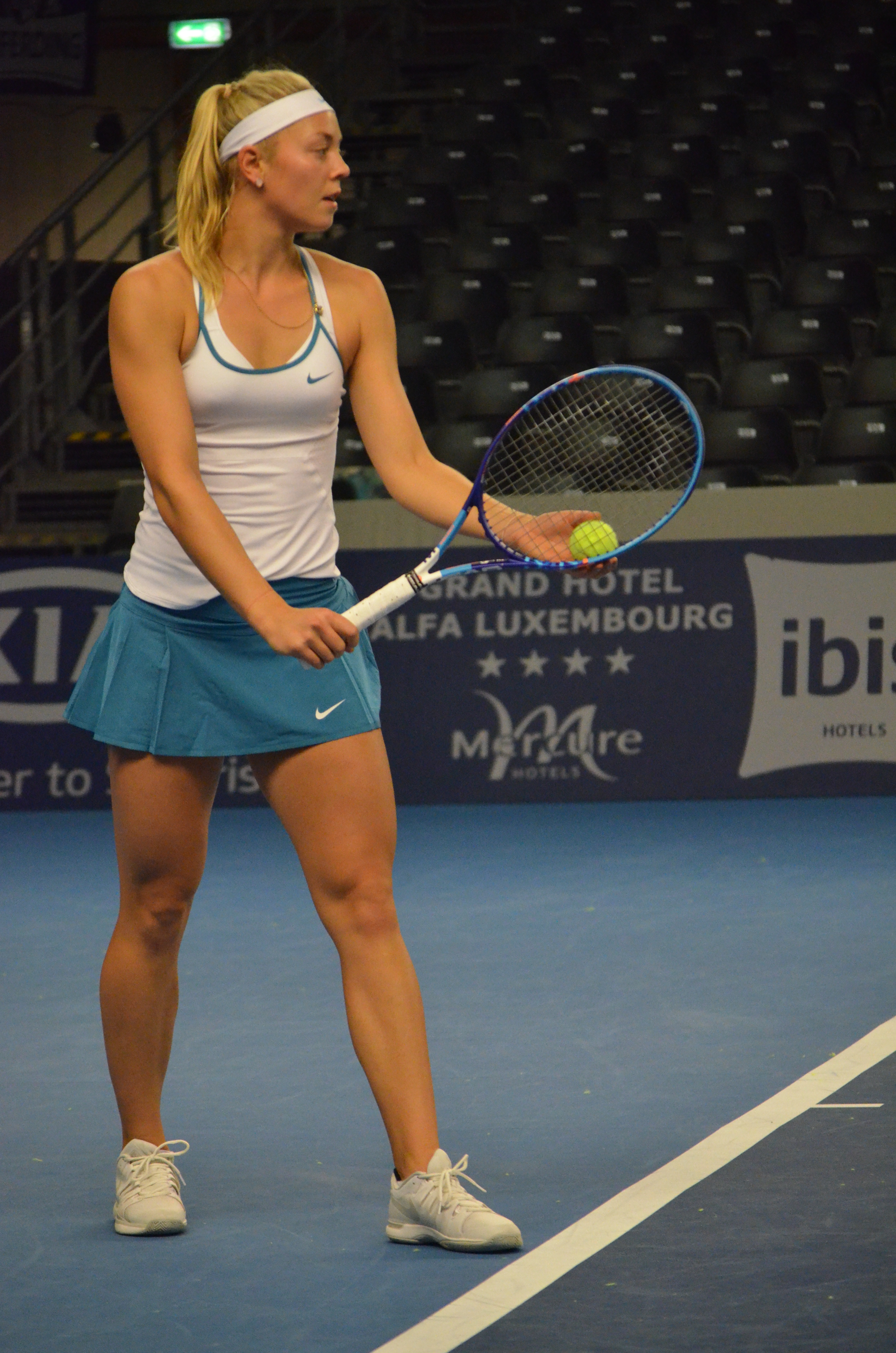
Carina Witthöftová, 2015